# ربح رأسمالي
يشير الربح الرأسمالي أو المكاسب الرأسمالية إلى الربح الناتج عن بيع أصل رأسمالي، مثل الأسهم أو السندات أو العقارات، حيث يتجاوز سعر البيع سعر الشراء. الربح هو الفرق بين سعر بيع أعلى وسعر شراء أقل. وعلى العكس من ذلك، تنشأ الخسارة الرأسمالية إذا كانت عائدات بيع أصل رأسمالي أقل من سعر الشراء.
قد تشير مكاسب رأس المال أيضًا إلى شكل مختلف من الأرباح المحصلة من أصل يشير إلى «دخل الاستثمار» في شكل تدفق نقدي أو دخل سلبي ينشأ فيما يتعلق بالأصول الحقيقية، مثل الممتلكات؛ الأصول المالية، والأصول غير الملموسة.
تفرض معظم البلدان ضريبة على مكاسب رأس المال للأفراد أو الشركات.

## الآراء بشأن الإعفاءات
الإعفاءات الضريبية قد تكون متاحة لأرباح رأس المال فيما يتعلق بحيازات في بعض الأصول مثل حيازات الأسهم العادية الكبيرة. أسباب مثل هذه الإعفاءات هي تقديم حوافز لريادة الأعمال، للتعويض عن آثار التضخم، أو لتجنب «الازدواج الضريبي».

## مكاسب رأس المال في محاسبة الدخل القومي
لا يتم احتساب مكاسب أو خسائر رأس المال أثناء محاسبة الدخل القومي لأنها تتعلق فقط بنقل حقوق الأسهم والأصول وبالتالي لا تتوافق مع أي نشاط إنتاجي جديد.   .